# Hilda Käkikoski
Hilda Maria Käkikoski (till 1880 Sjöström), född 3 januari 1864 i Lappträsk, död 14 november 1912 i Helsingfors, var en finländsk lärare och politiker.
Käkikoski, som var dotter till smeden och mjölnaren Johannes Mattsson Sjöström och Lisa Johannesdotter Muikkula, sändes till en svenskspråkig skola i Liljendal, där läraren såg finskheten som barbarisk, vilket lade grunden till hennes finskhetsiver. År 1877 överflyttade hon till en nygrundad finsk folkskola i Porlom i Lappträsk och 1878 antogs hon till Helsingfors finska flickskolas tredje klass. Hon studerade därefter vid Helsingfors finska fortbildningsinstitut, där bland andra Julius Krohn undervisade, och där hon 1888 utexaminerades som lärare i finska och i historia. Under denna tid väcktes även hennes intresse för kvinnofrågor och 1889 anslöt hon sig till Finsk kvinnoförening, där hon var vice ordförande 1895–1904. År 1898 höll hon sitt första tal om kvinnornas rösträtt, men kom att hålla en försiktigare ton under ofärdsåren, då hon reste runt i landet och föreläste om kvinnosaken som en livsfråga för fosterlandet. I dessa föreläsningar krävde hon inte rösträtt, utan kvinnorna uppmanades att verka till fromma för hem och fosterland. Hennes politiska hemvist var gammalfinskheten och hon blev en av de första kvinnliga ledamöterna som invaldes i enkammarlantdagen 1907 och där hon satt till 1910. Hon verkade för kvinnosaken, flickornas utbildning, sedlighet och nykterhet. Hon var redaktör för Folkupplysningssällskapets tidning, skrev tidningsartiklar och flygblad, barnböcker och böcker om barnuppfostran.
Hilda Käkikoski var vegetarian. Hon är begraven på Karislojo kyrkogård, nära Hildi Ennolas grav, som hon tidigare bodde tillsammans med.